# Alexeï Spirine
Alexeï Nikolaïevitch Spirine (en russe : Алексей Николаевич Спирин), né le 4 janvier 1952 à Rouzaïevka, en Mordovie, en Russie et mort le 31 janvier 2024, est un ancien arbitre soviétique, de la CEI et russe de football.

## Carrière
Il a officié dans des compétitions majeures : 
- Coupe du monde de football des moins de 16 ans 1987 (2 matchs)
- Jeux olympiques de 1988 (1 match)
- Coupe du monde de football des moins de 20 ans 1989 (1 match)
- Coupe du monde de football de 1990 (1 match  Allemagne de l'Ouest- Émirats arabes unis 5-1)
- Coupe UEFA 1990-1991 (finale aller Inter Milan-AS Rome 2-0)
- Euro 1992 (1 match)